# Zisterzienserinnenkloster Courville
Das Zisterzienserinnenkloster Courville war von 1642 bis 1748 ein Priorat der Zisterzienserinnen in Courville-sur-Eure, Département Eure-et-Loir, in Frankreich. 

## Geschichte
Zur Betreuung der in Courville (15 km westlich Chartres) bestehenden Einrichtungen zur Armen- und Siechenpflege wurde 1642 (ein Jahr nach dem von Saint-Aignan) das Kloster Saint-Bernard der sog. Bernhardinerinnen (Zisterzienserinnen) gegründet. 1748 kam es zur Auflösung des Klosters. Die Kapelle Saint-Gilles (in der Rue de l’Arsenal und der Rue Saint-Gilles), heute Sitz des Touristikbüros (Syndicat d’Initiative), gehörte wahrscheinlich zum Klosterkomplex. Peugniez kennt das Kloster nicht.